# Bror Malmberg

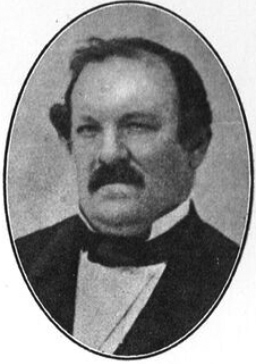
Bror Carl Malmberg

Bror Carl Malmberg, född i Stockholm 5 februari 1818, död i Göteborg 26 augusti 1877, var en svensk arkitekt.
Efter studier vid Kungliga Akademien för de fria konsterna startade Malmberg egen verksamhet i huvudstaden. År 1866 utnämndes han till riddare av Vasaorden. Från 1869 var han hovarkitekt och hovintendent.
Bland Bror Malmbergs verk återfinns bland annat Stora teatern i Göteborg 1856-1859 och Kalmar teater 1861. Tillsammans med Fredrik Wilhelm Scholander svarade han 1866-1868 för utformningen av den nya kupolen till Hedvig Eleonora kyrka i Stockholm. För församlingen ritade han också Hedvig Eleonora folkskola på Linnégatan 37 1868. Även Torups kyrka 1870–1871 är hans verk.
Järnbärare Peterssons hus på Haga Nygata 7-9, kvarteret Furiren, i Göteborg bär på minnen från flera epoker. År 1851 lät Petersson göra en om- och tillbyggnad. Ritningarna utformades av Bror Malmberg. Detta hus har ibland kallats för Haga herrgård.

## Bilder

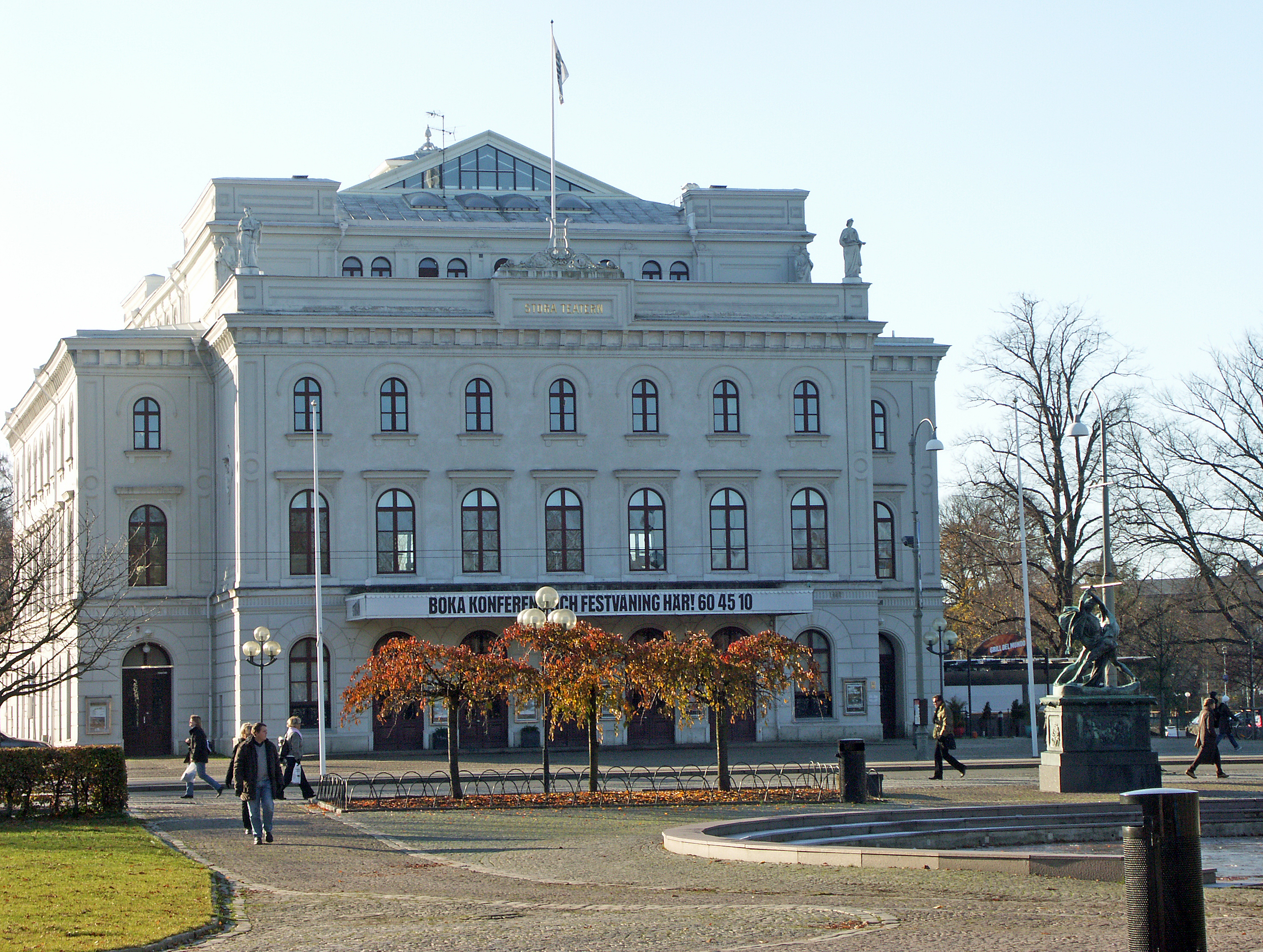
Stora teatern i Göteborg
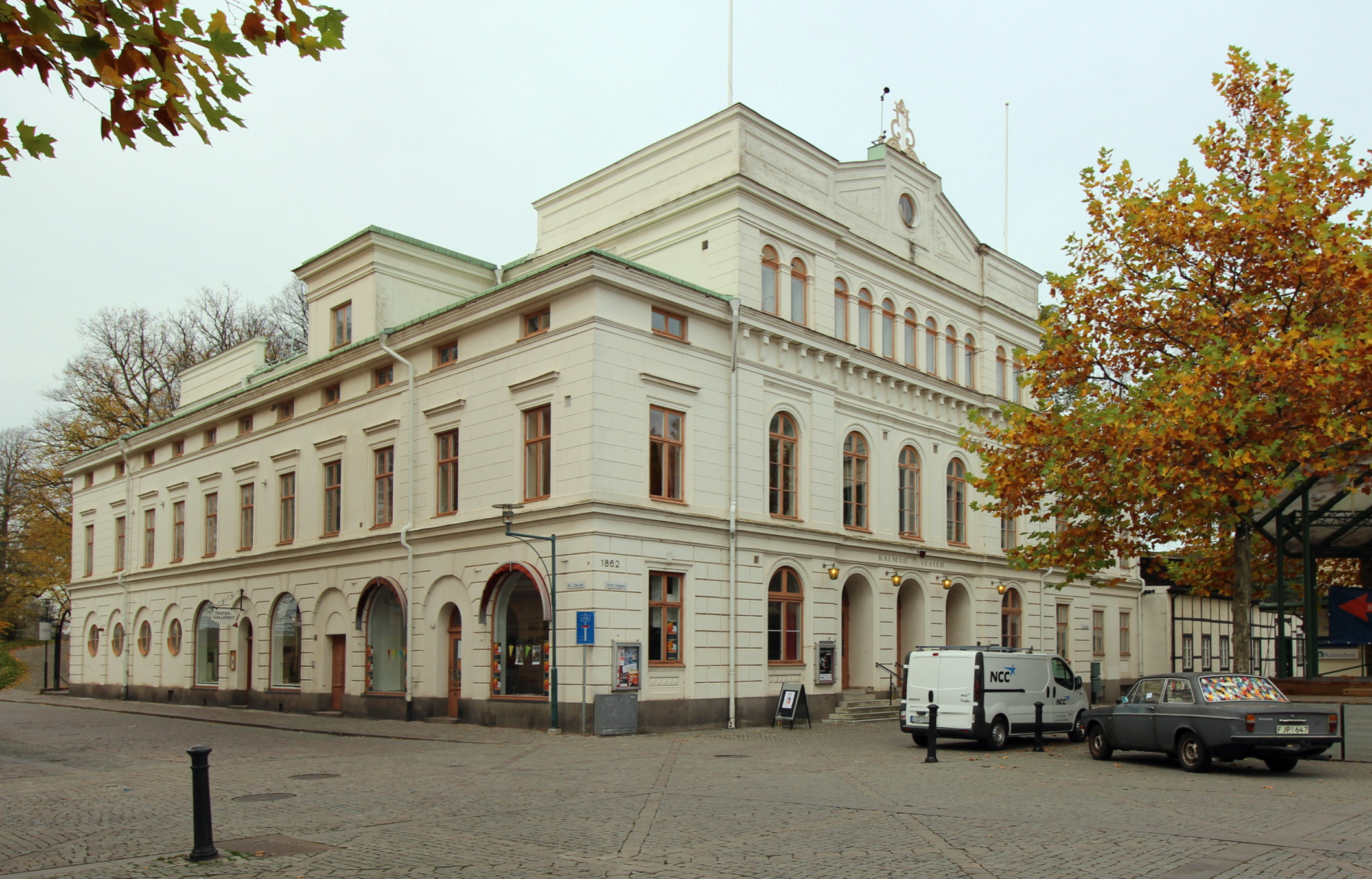
Kalmar teater
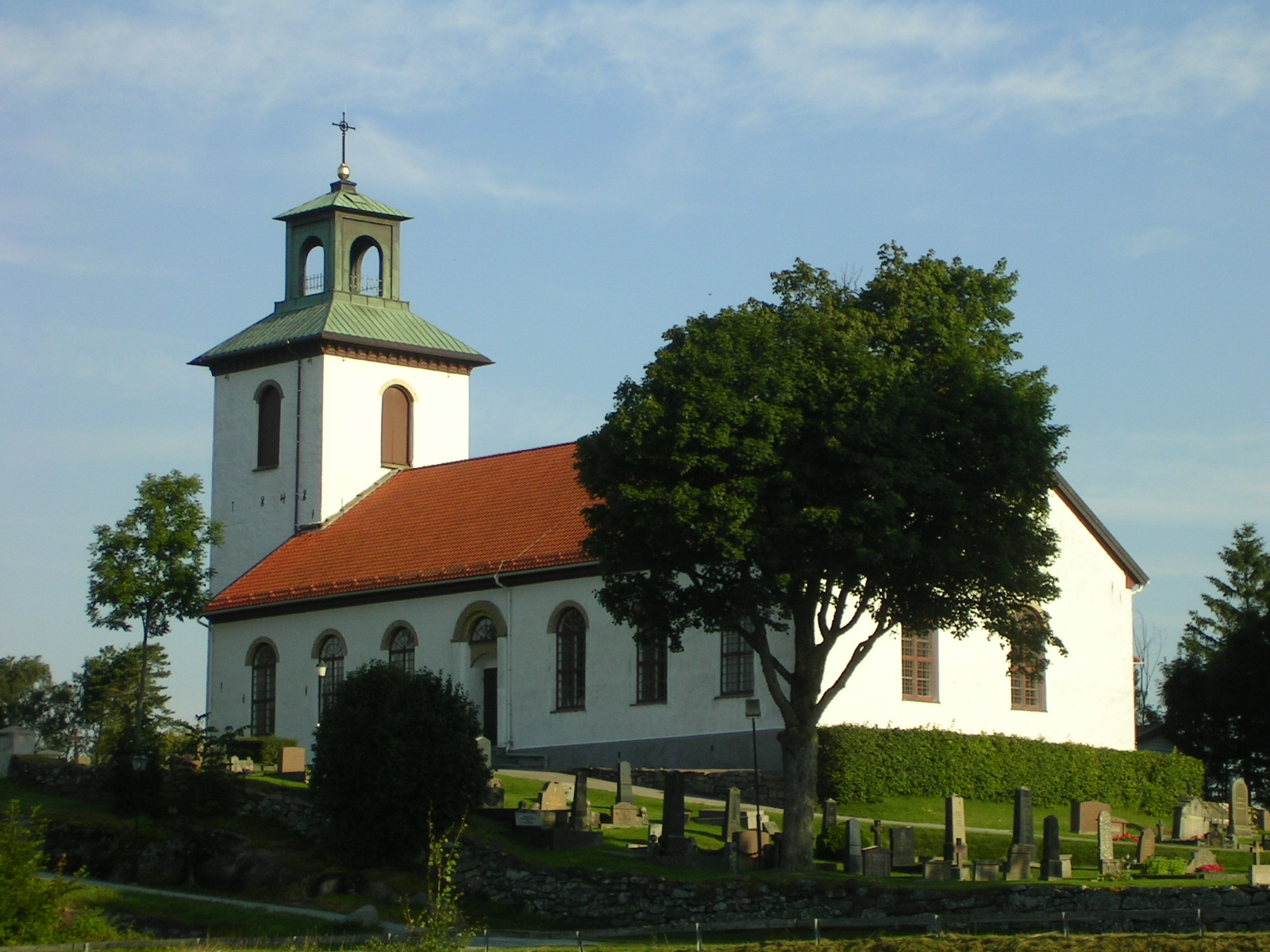
Myckleby kyrka i Orusts kommun
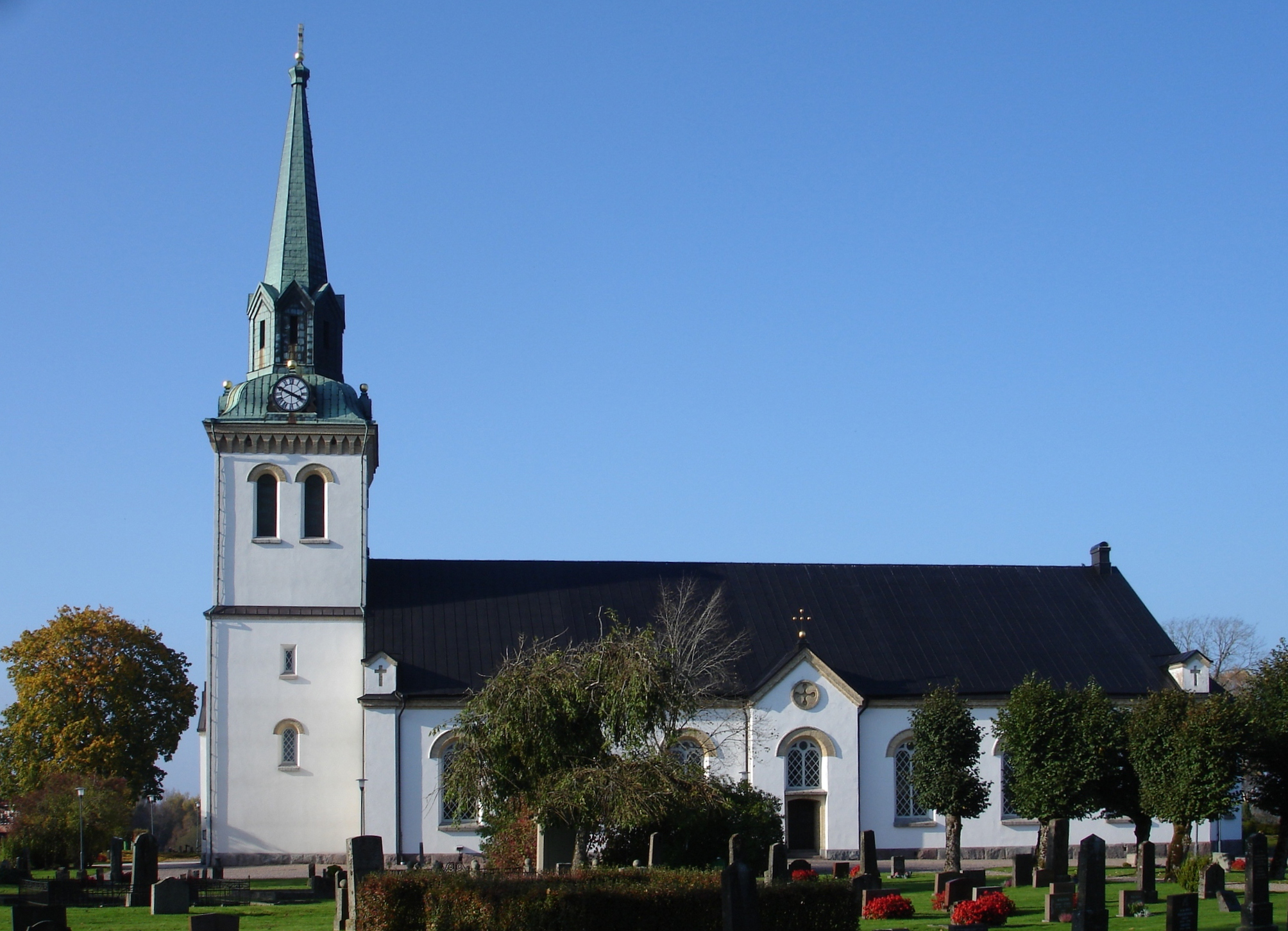
Torups kyrka i Hylte kommun
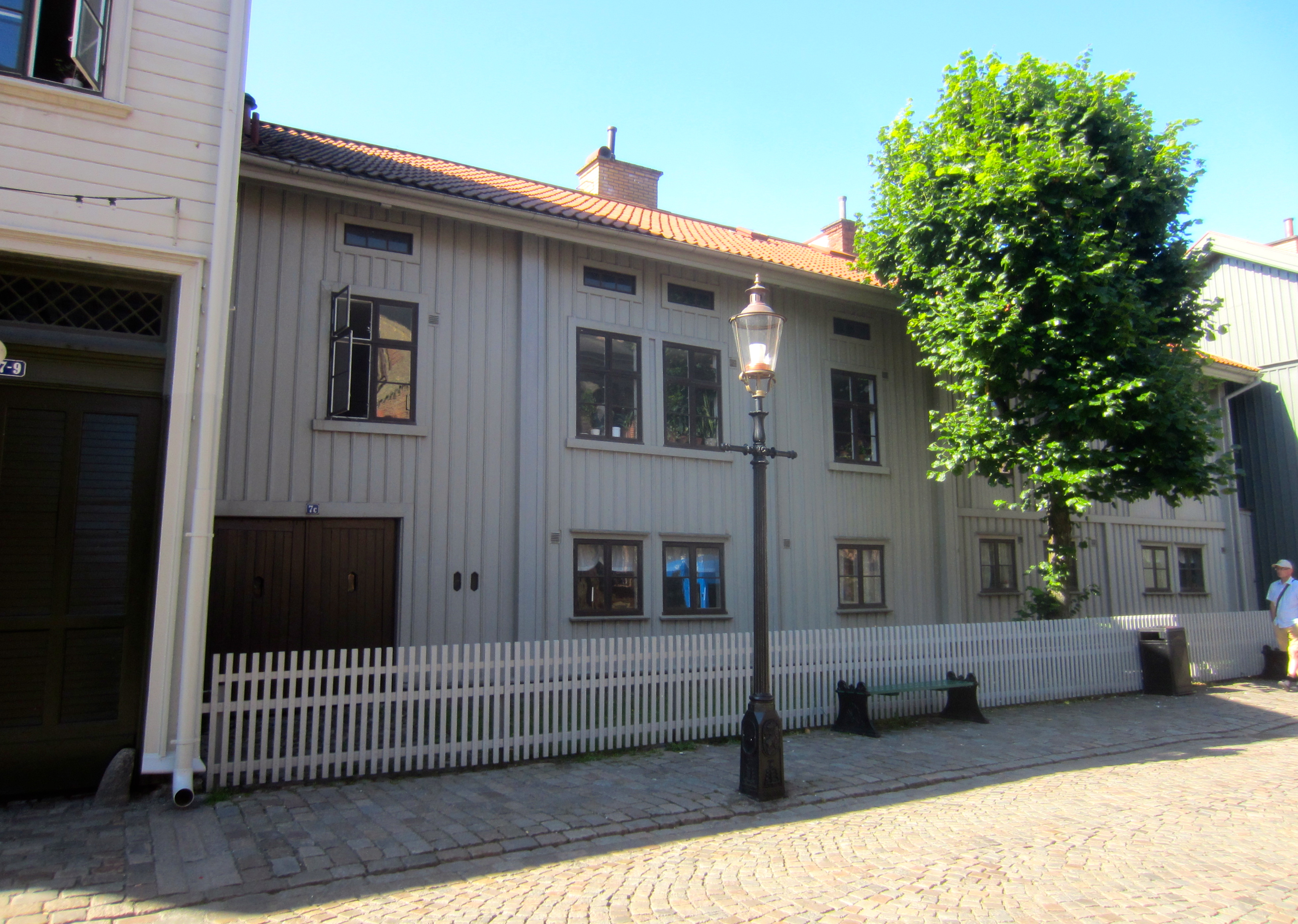
Haga Nygata 7-9 i Göteborg